# مايكل باكال
مايكل باكال (بالإنجليزية: Michael Bacall)‏ مواليد 19 أبريل 1973 في لوس أنجلوس، هو ممثل وكاتب سيناريو أمريكي بدأ مسيرته الفنية عام 1985.

## الأعمال
- 1993-1999: المربية
- 1997-2003: بافي قاتلة مصاصي الدماء
- 2009: أوغاد مجهولون
- 2012: جانغو الحر

## وصلات خارجية
- مايكل باكال على موقع IMDb (الإنجليزية)
- مايكل باكال على موقع روتن توميتوز (الإنجليزية)
- مايكل باكال على موقع قاعدة بيانات الأفلام العربية
- مايكل باكال على موقع ألو سيني (الفرنسية)
- مايكل باكال على موقع ميوزك برينز (الإنجليزية)
- مايكل باكال على موقع أول موفي (الإنجليزية)
- مايكل باكال على موقع قاعدة بيانات الأفلام السويدية (السويدية)
- مايكل باكال على موقع أول ميوزيك (الإنجليزية)
- مايكل باكال على موقع ديسكوغز (الإنجليزية)
- مايكل باكال على موقع قاعدة بيانات الفيلم (الإنجليزية)